# A Prairie Home Companion
 (avril 2019).

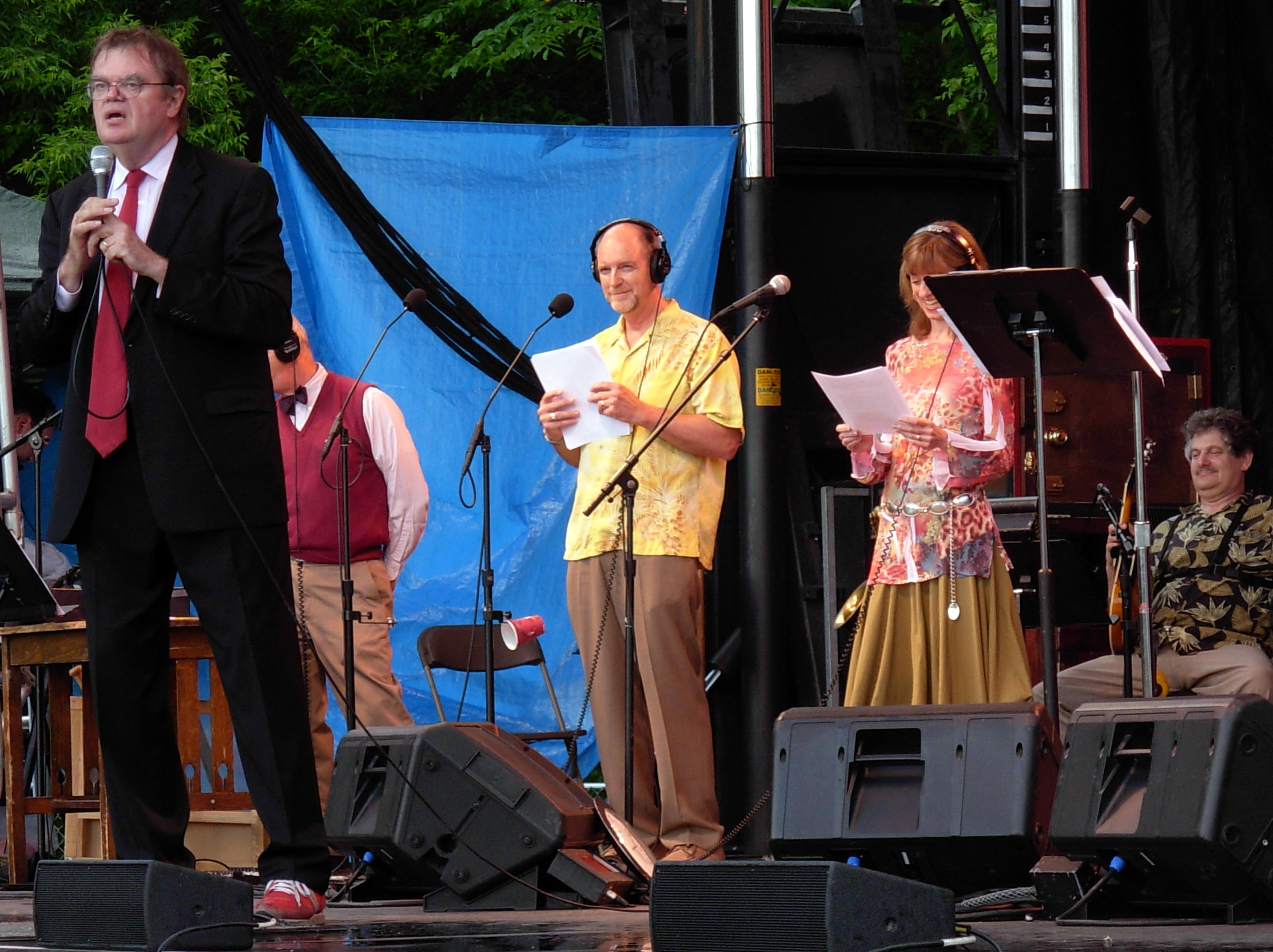
Garrison Keillor et le casting de A Prairie Home Companion à une prestation à Lanesbro, Minnesota

A Prairie Home Companion est une émission radiophonique américaine créée et animée par Garrison Keillor. L'émission est diffusée chaque semaine le samedi soir de 5 à 7 heures Heure du Centre, sur les stations affiliées au réseau public APM. Elle se déroule généralement au Fitzgerald Theater (en) à Saint Paul, ville du Minnesota.
L'émission est lancée en 1974 et est à l'origine diffusée sur le réseau Minnesota Public Radio, producteur du programme. Elle est reprise par APM en 1982. De 1974 à 1987, Keillor produit 2 500 heures de programmes ayant généralement pour cadre la petite ville fictive de Lake Wobegon dans le Minnesota.
L'émission a été la source d'inspiration du film homonyme, réalisé par Robert Altman et sorti en 2006.